# Manuel Martínez Faixá
Manuel Martínez Faixá (Almería, 1892 - ?, 1969) fue un compositor español.

## Biografía
Estudió en Madrid y después completó su educación artística bajo la dirección del célebre director de orquesta alemán Walter Rabl, quien le iniciará en los secretos de la dirección de orquesta, que luego pondrá en práctica poniéndose al frente de numerosas agrupaciones instrumentales y vocales.
Durante el siglo XX figurará entre los mejores directores de orquesta españoles y también ocupará un lugar destacado como compositor, proporcionando al teatro multitud de zarzuelas, muchas de ellas escritas en colaboración de otros compositores (entre los que sobresale José Martínez Mollá con el que comparte más de una decena de obras).
Además es autor de numerosos y celebrados cuplés y de algunas obras instrumentales.

## Listado de zarzuelas (selección)
- El fin del viaje (Madrid, 1911)
- La trianera (Madrid, 1914) -partitura en colaboración de Pascual Marquina-
- La viudita (Madrid, 1914) -partitura en colaboración de Luis Foglietti-
- ¡Buena noche! (Madrid, 1915)
- Los nuevos ricos (Madrid, 1920)
- El nuevo presidente (Valencia, 1921)
- Comedias y Comediantes o ¿A qué teatro vamos? (Madrid, 1923) -partitura en colaboración de Rafael Millán-
- ¡Que se mueran las feas! (Madrid, 1929) -partitura en colaboración de José Martínez Mollá-
- ¡Que me la traigan! (Madrid, 1935) -partitura en colaboración de José Martínez Mollá-
- A vivir del cuento (Madrid, 1953) -partitura en colaboración de Fernando Moraleda-